# Unione delle Forze Repubblicane
L'Unione delle Forze Repubblicane (in francese: Union des forces républicaines - UFR) è un partito politico guineano di orientamento liberale fondato nel 1992.
Leader del partito è Sidya Touré, Primo ministro dal 1996 al 1999.

## Risultati
| Elezione          | Voti       | %          | Seggi    |
| ----------------- | ---------- | ---------- | -------- |
| Parlamentari 1995 | Boicottate | Boicottate | 0 / 114  |
| Parlamentari 2002 | Boicottate | Boicottate | 0 / 114  |
| Parlamentari 2013 | 222.101    | 7,00       | 10 / 114 |
| Parlamentari 2020 | Boicottate | Boicottate | 0 / 114  |

| Elezione           | Elezione | Candidato   | Voti    | %     | Esito      |
| ------------------ | -------- | ----------- | ------- | ----- | ---------- |
| Presidenziali 2010 | I turno  | Sidya Touré | 230.867 | 13,03 | Non eletto |
| Presidenziali 2015 | I turno  | Sidya Touré | 237.549 | 6,01  | Non eletto |